# Stade do Canindé
Le Stade do Canindé (en portugais : Estádio do Canindé), également connu sous le nom de Stade Oswaldo Teixeira Duarte (en portugais : Estádio Oswaldo Teixeira Duarte), est un stade de football brésilien situé à Canindé, un quartier de la ville de São Paulo.
Doté de 25 470 places et inauguré en 1956, le stade sert de domicile pour l'équipe de football de la Portuguesa.

## Histoire
Le stade est inauguré le 11 janvier 1956, lors d'une victoire 3-2 de la Portuguesa sur une équipe composée de joueurs de Palmeiras et de São Paulo. Le premier but est inscrit par Nelsinho, joueur de la Portuguesa.
Le stade tient son nom d'Oswaldo Teixeira Duarte, ancien président du club de la Portuguesa.

## Galerie

### Extérieur du stade

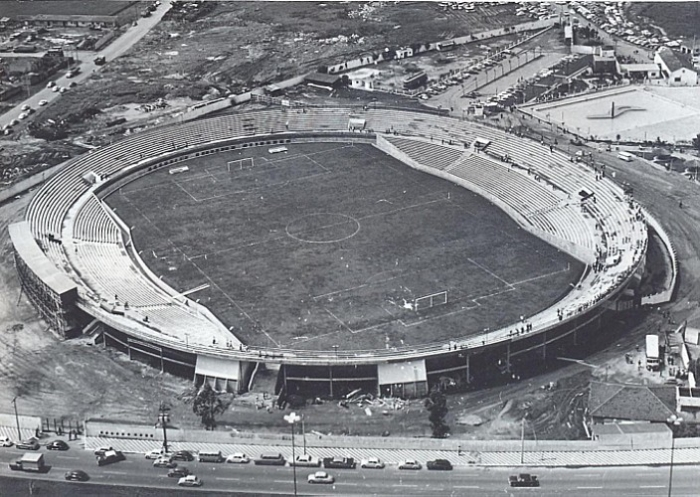
Stade en construction
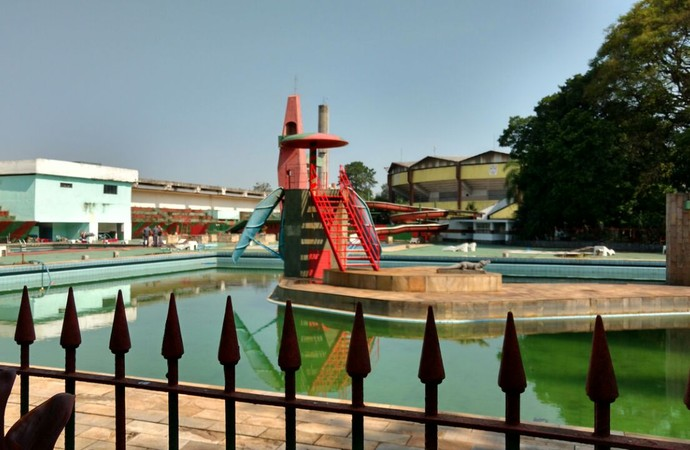
Vue de la pisine à l'extérieur du stade
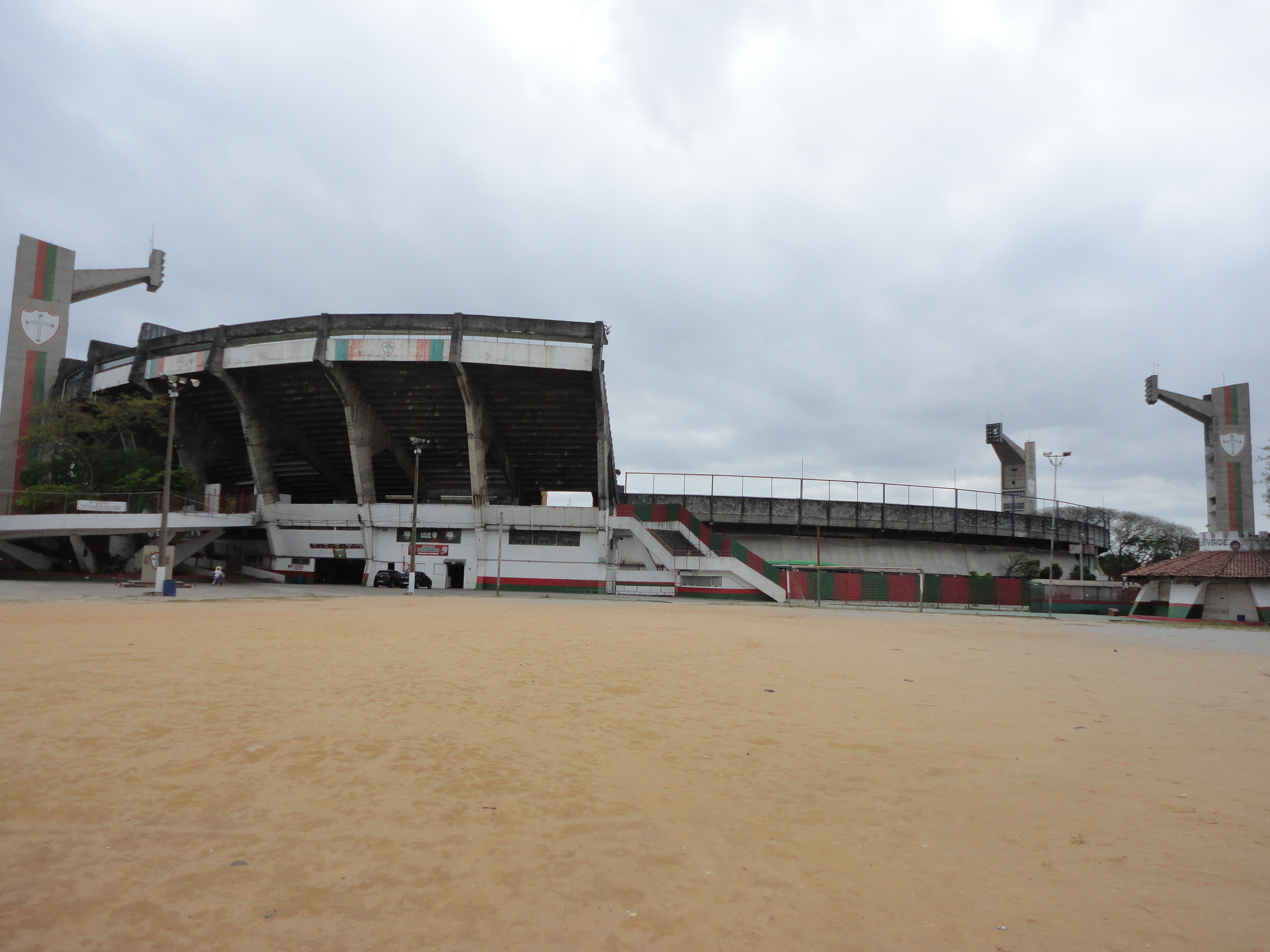
Vue de l'extérieur du stade n°1
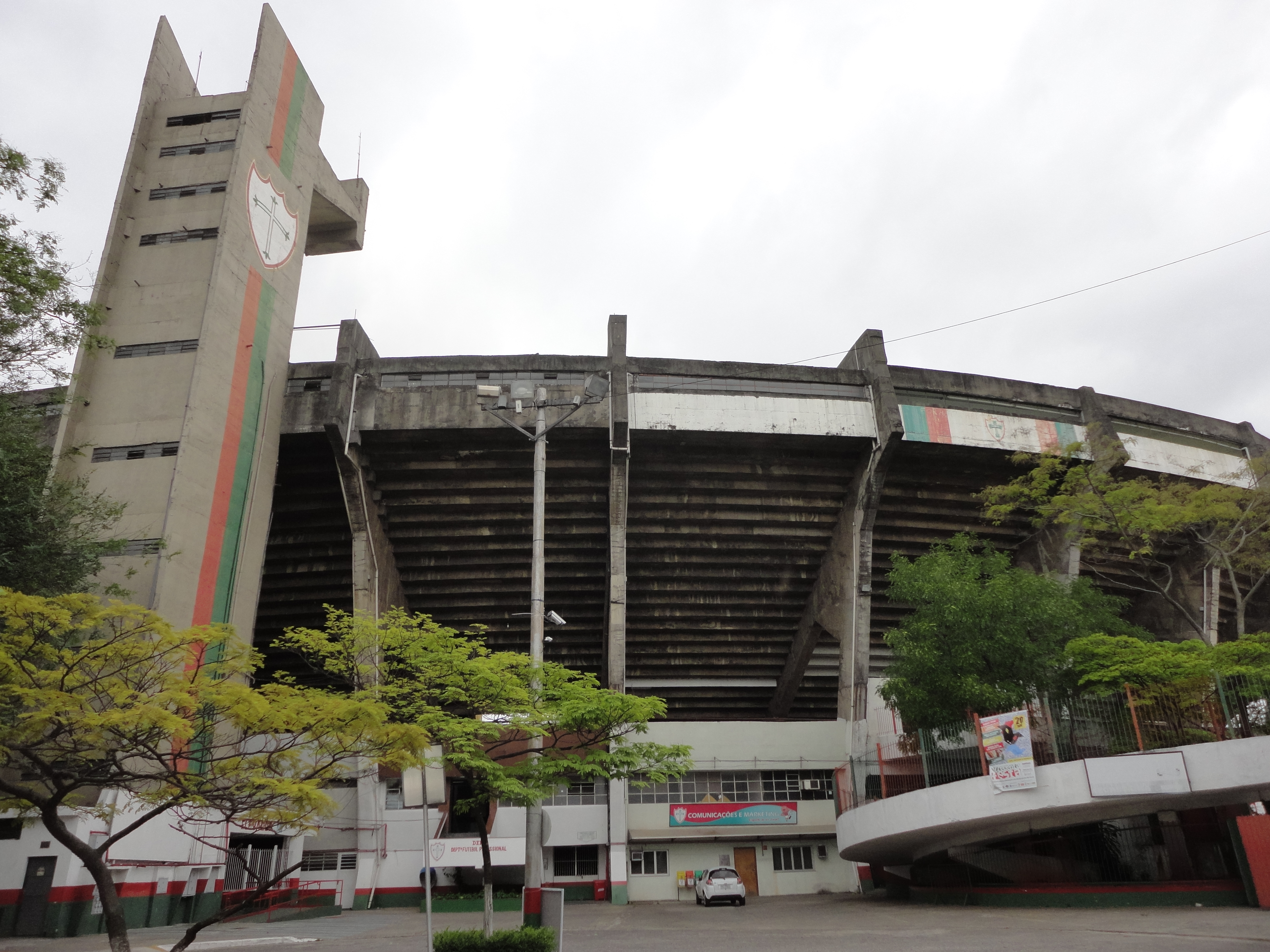
Vue de l'extérieur du stade n°2
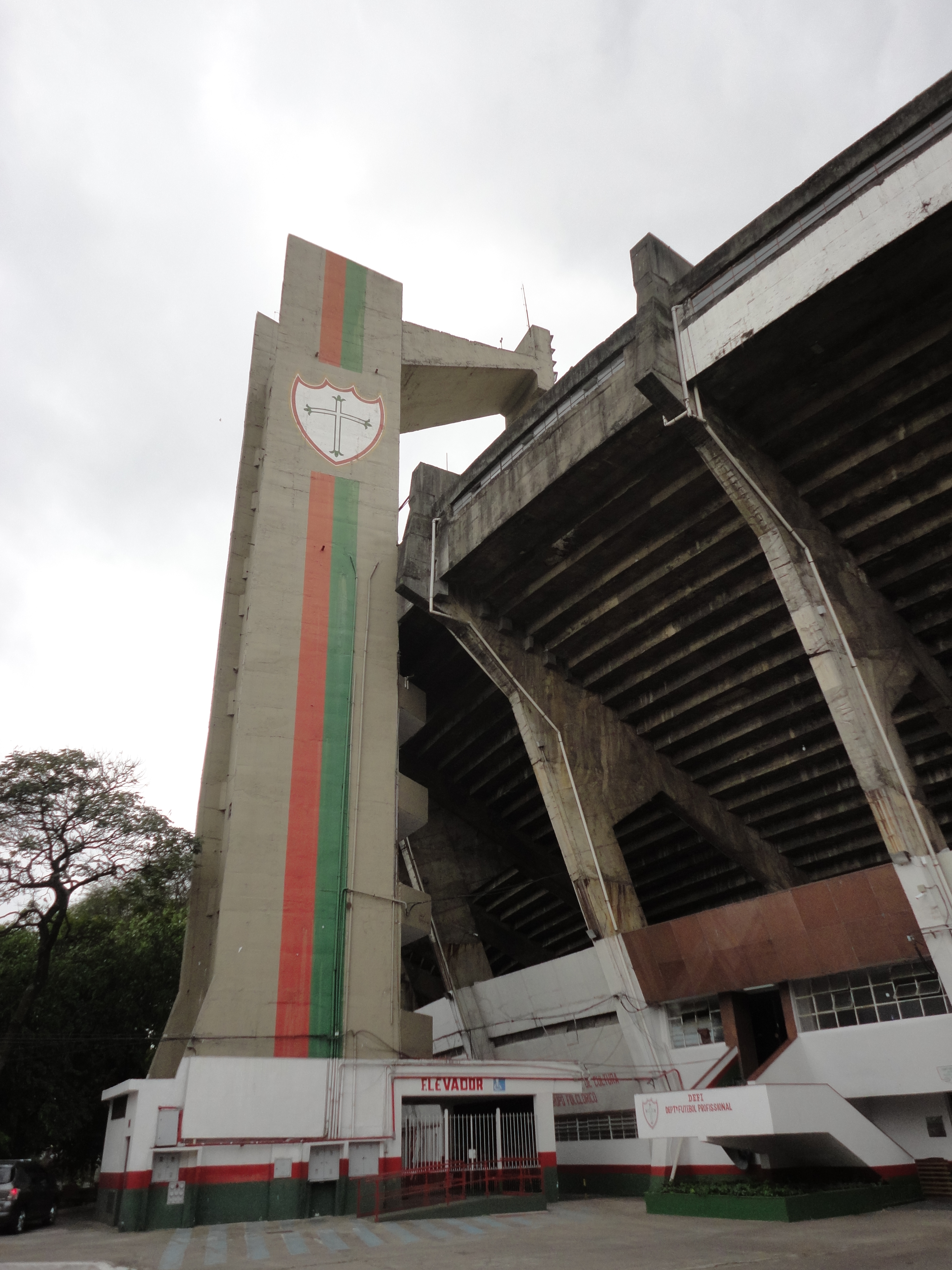
Vue d'une des tours du Canindé
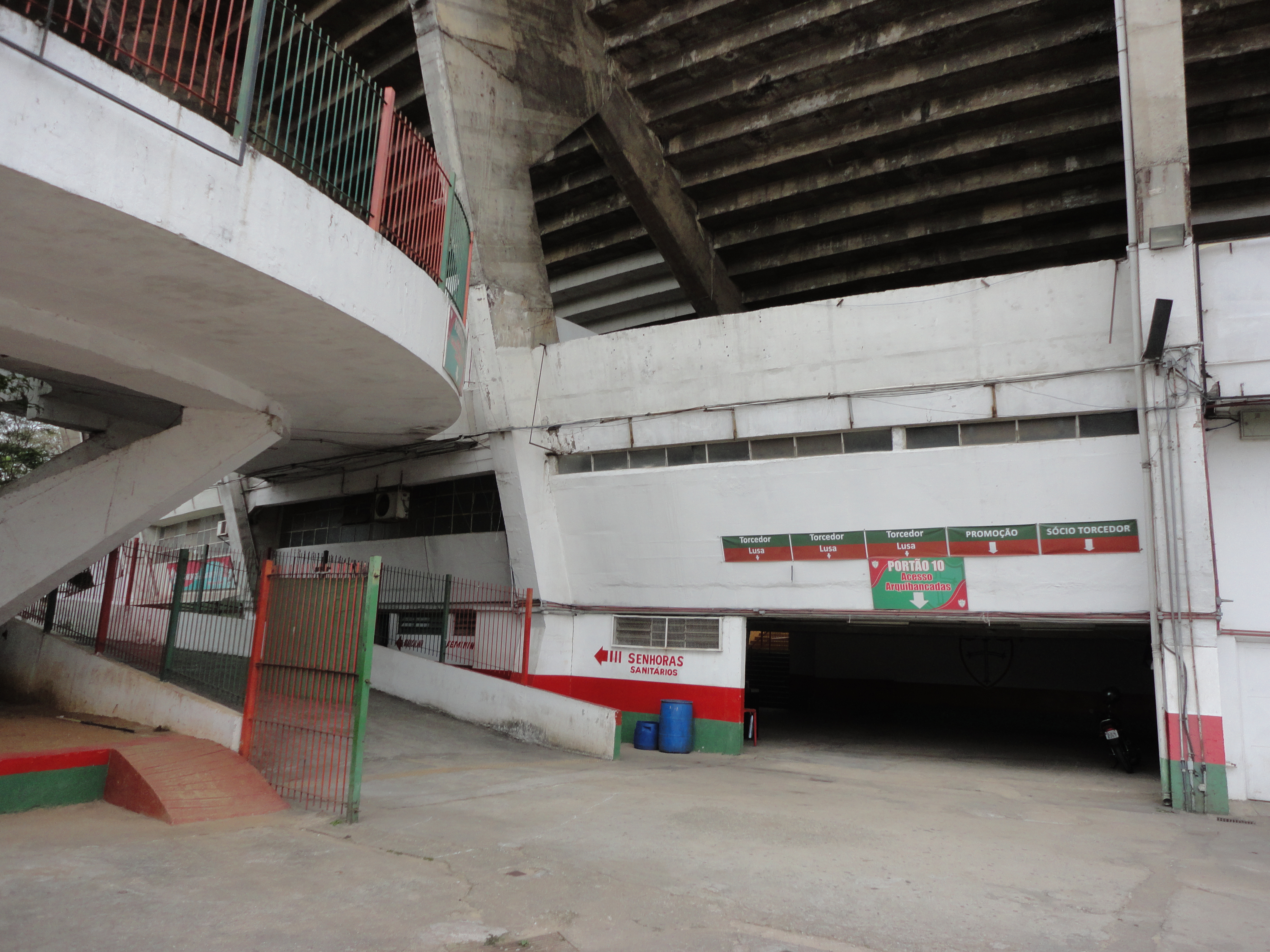
Entrée des tribunes

### Intérieur du stade

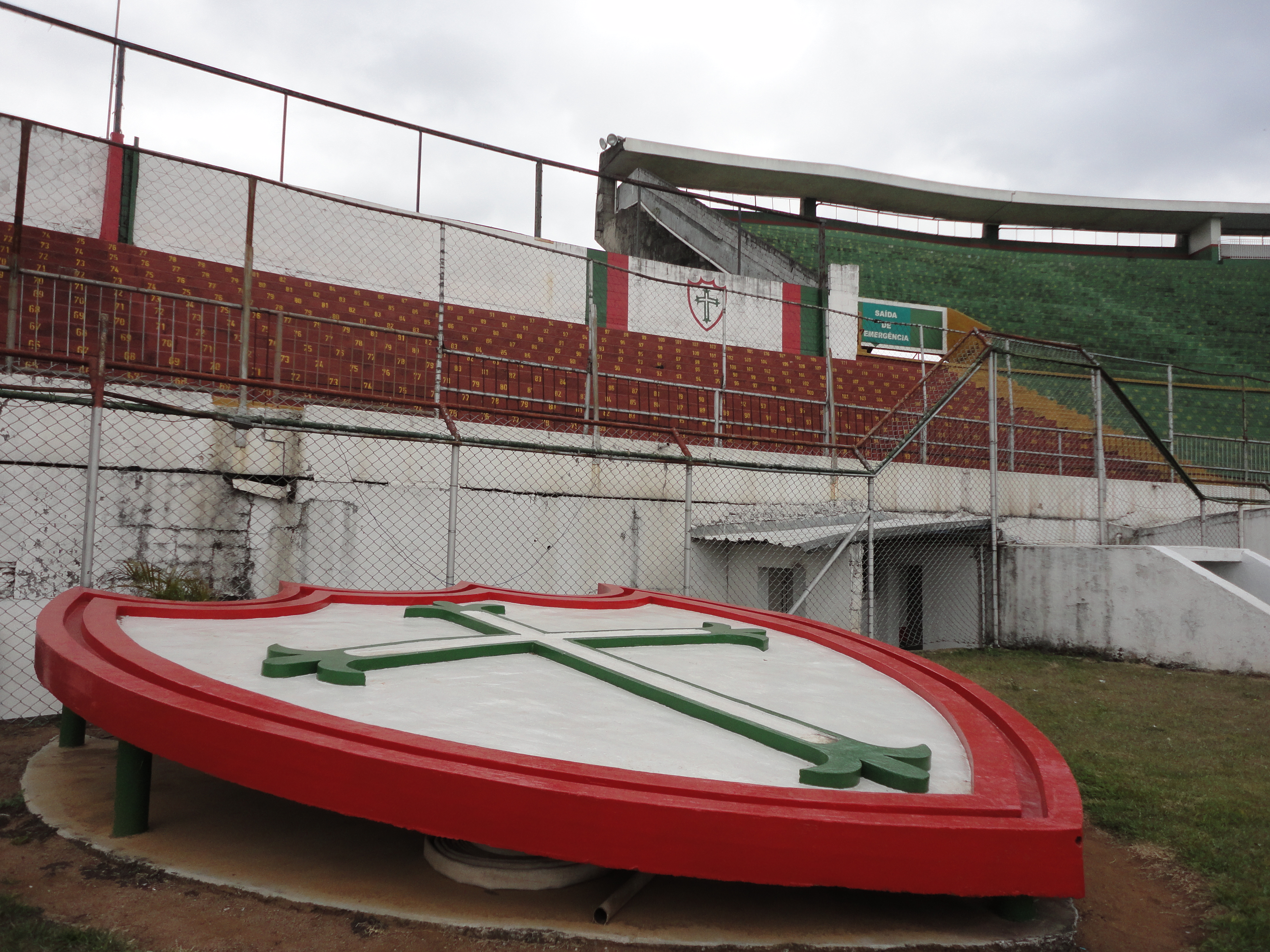
Symbole de la Portuguesa dans le stade
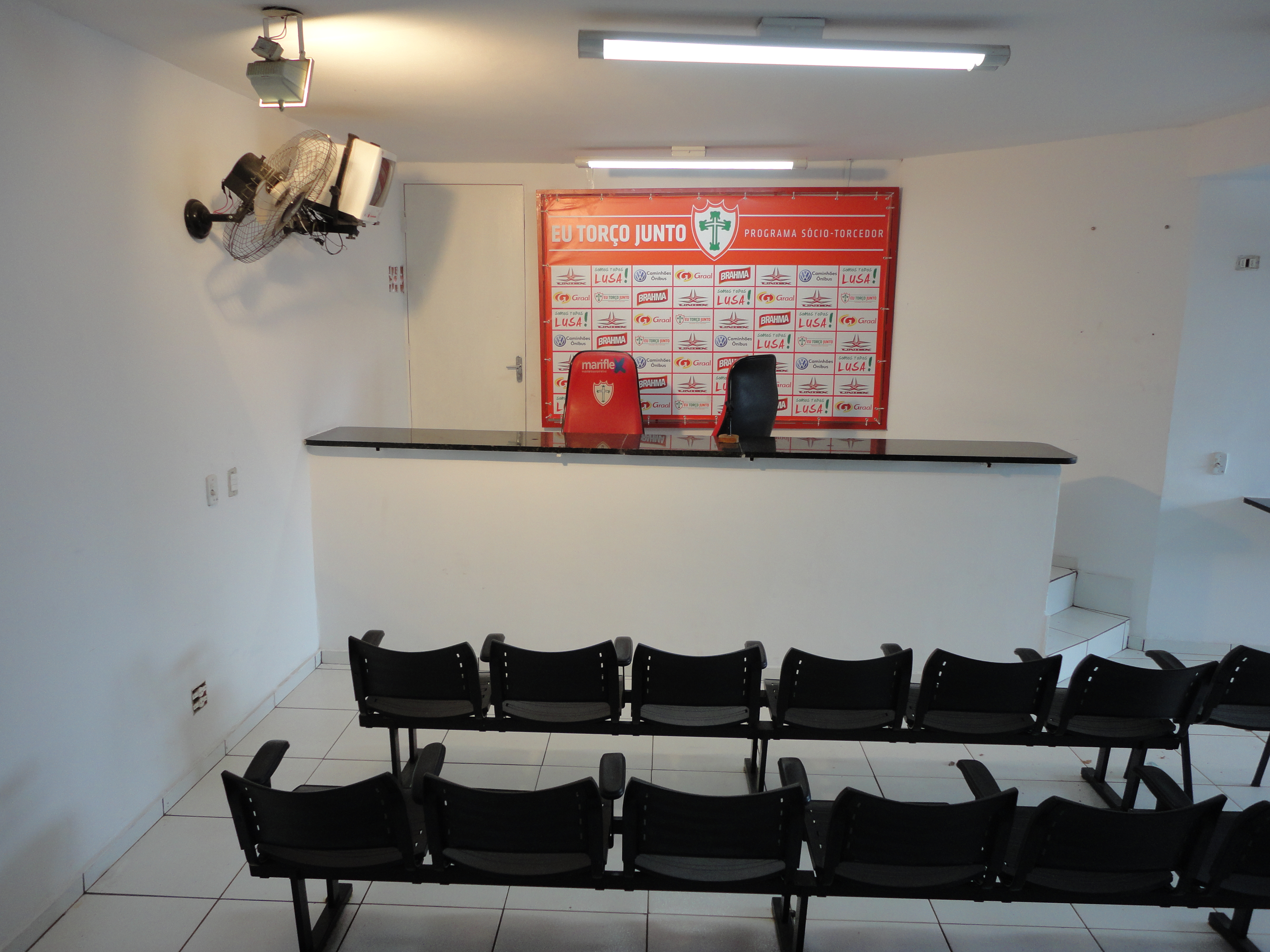
Salle de conférence
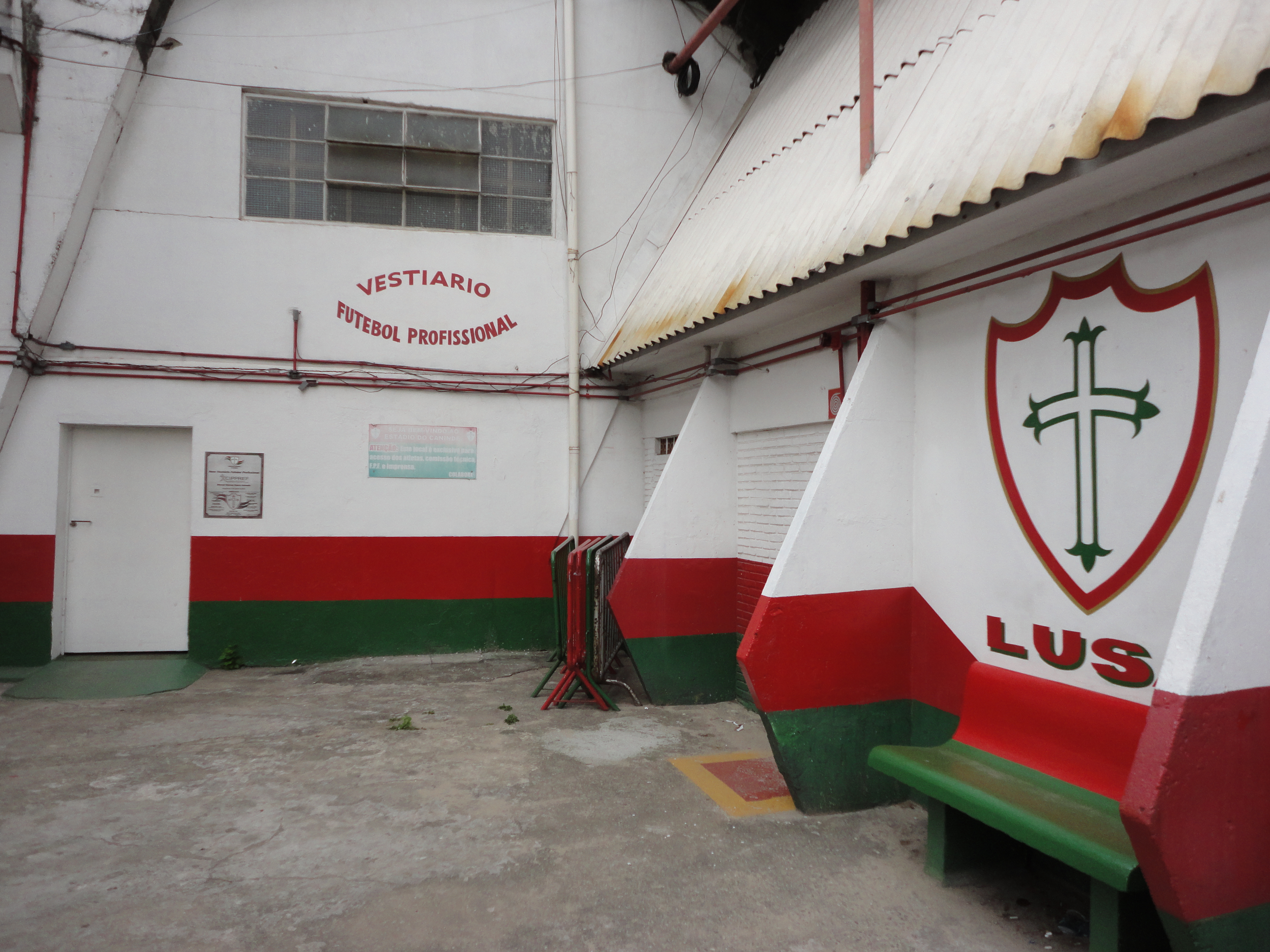
Entrée des vestiaires
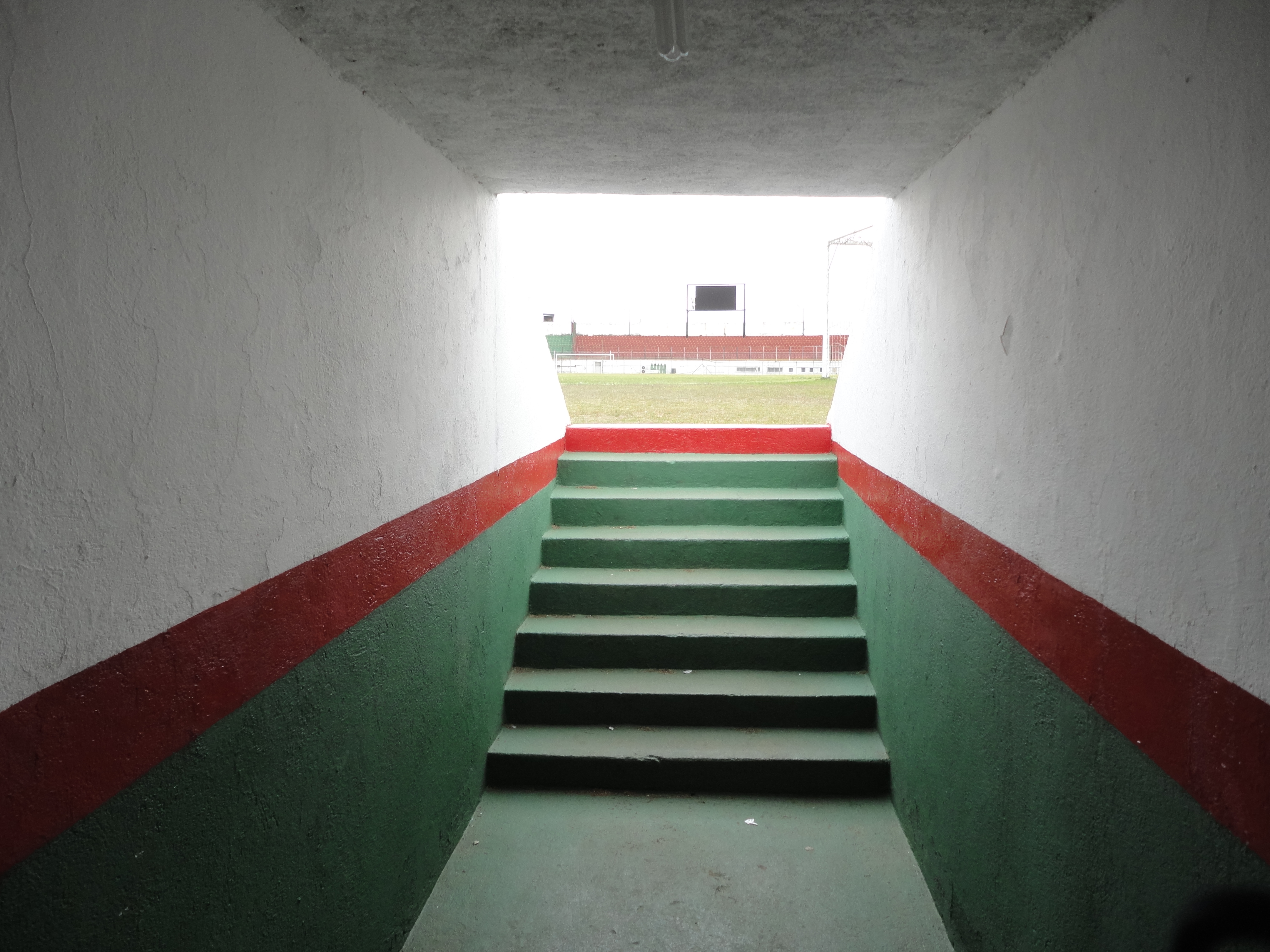
Tunnel d'accès au terrain
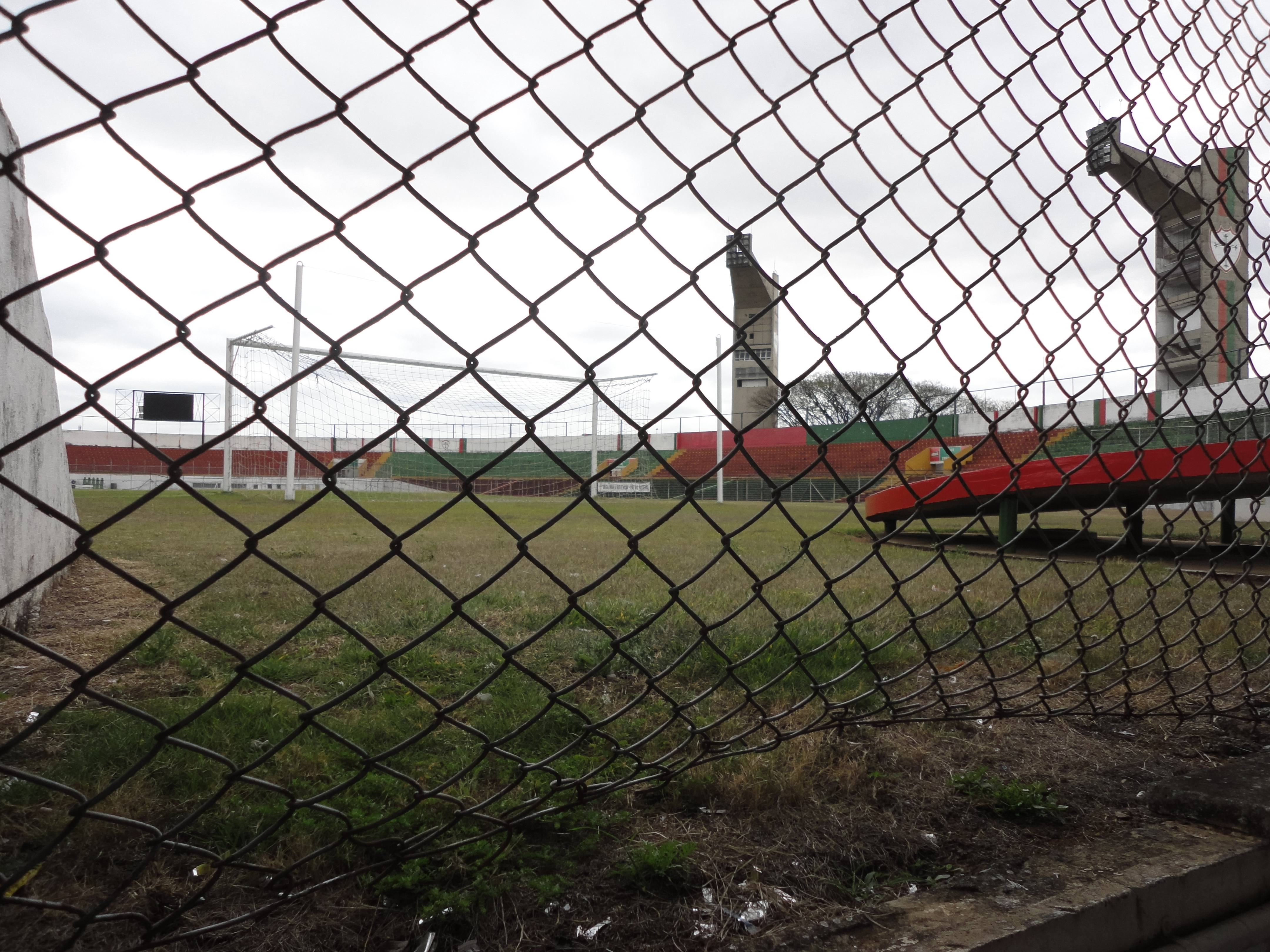
Vue depuis les grillages
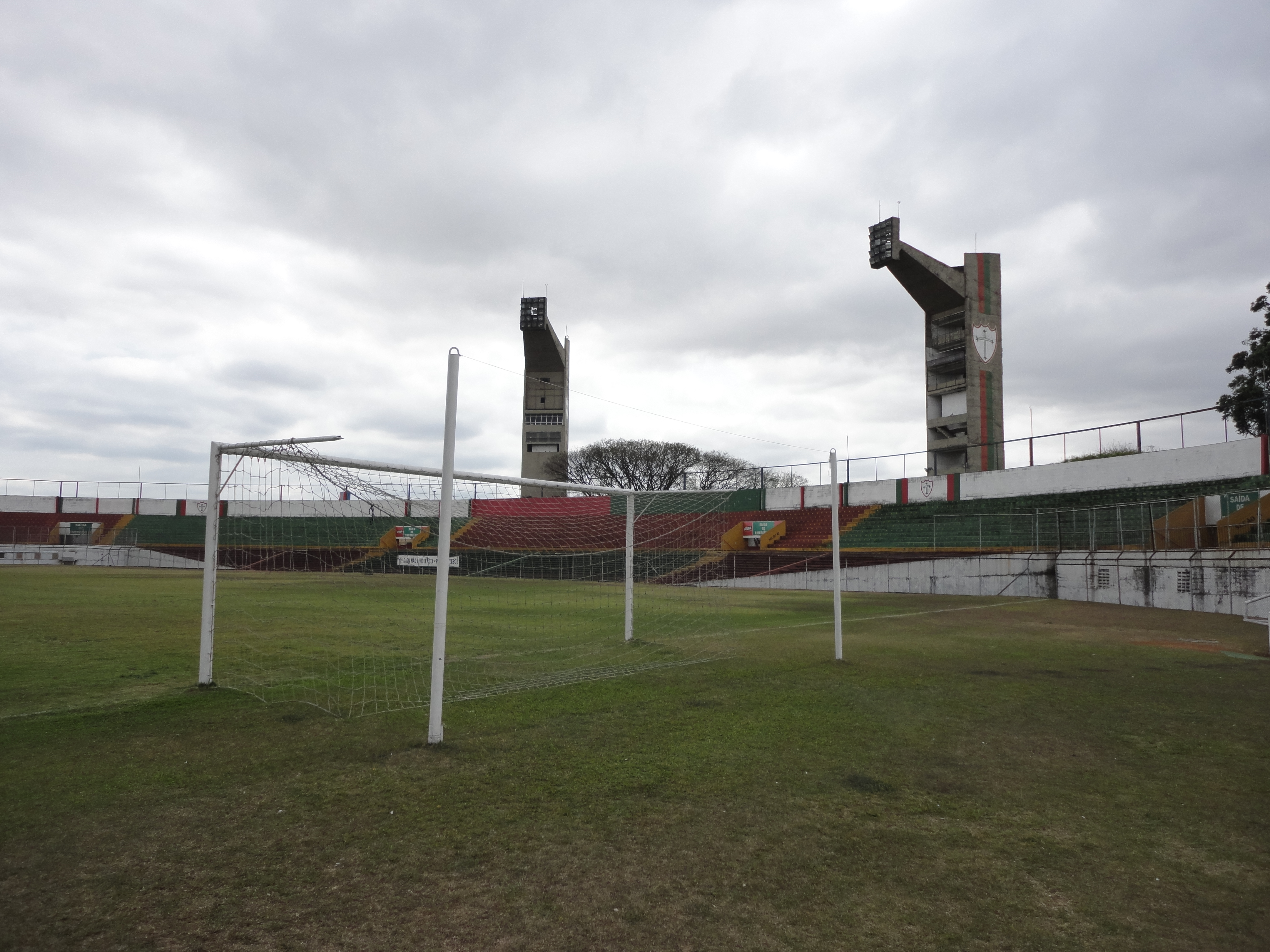
Vue du stade depuis derrière les buts
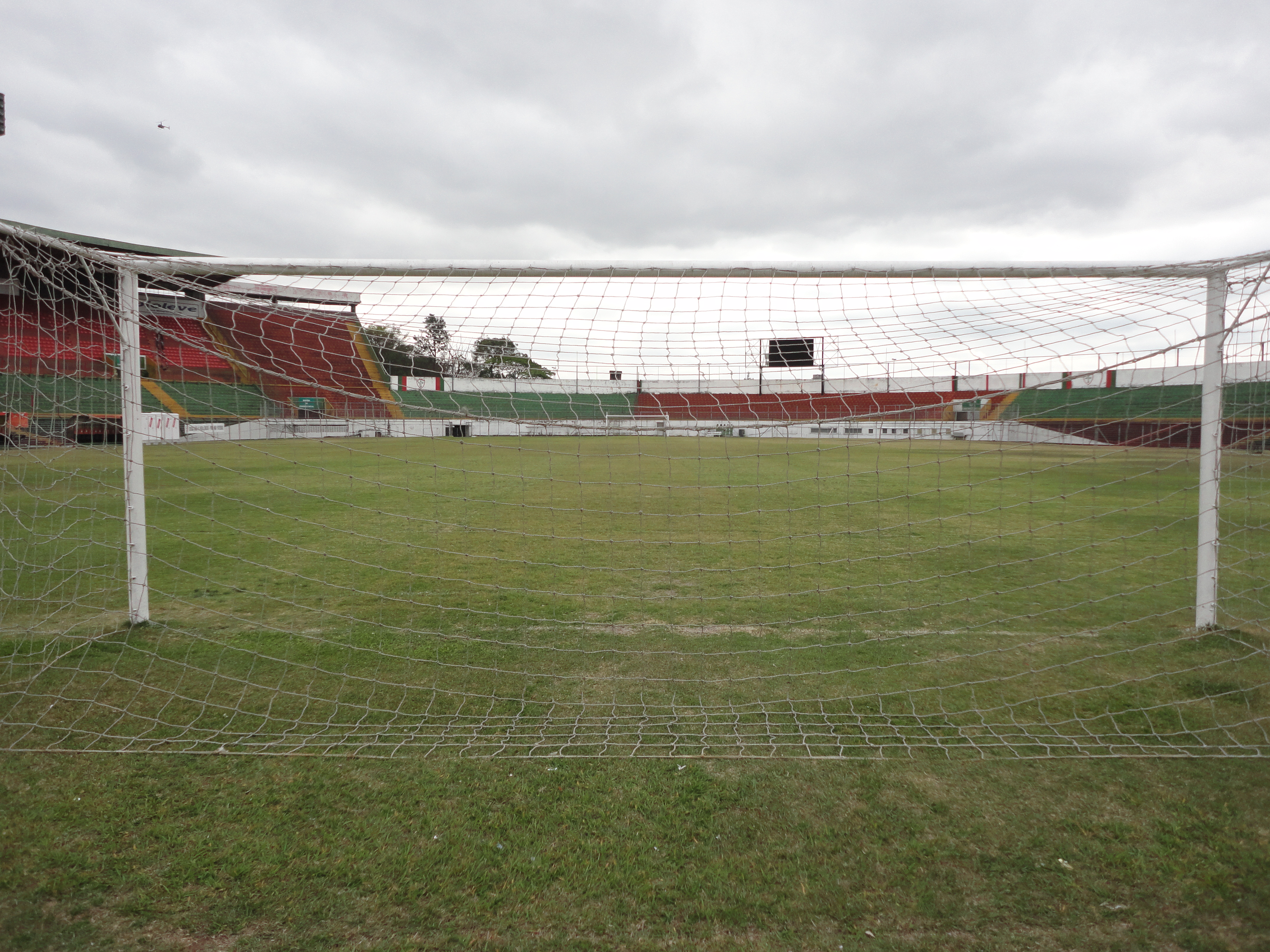
Vue de derrière les buts
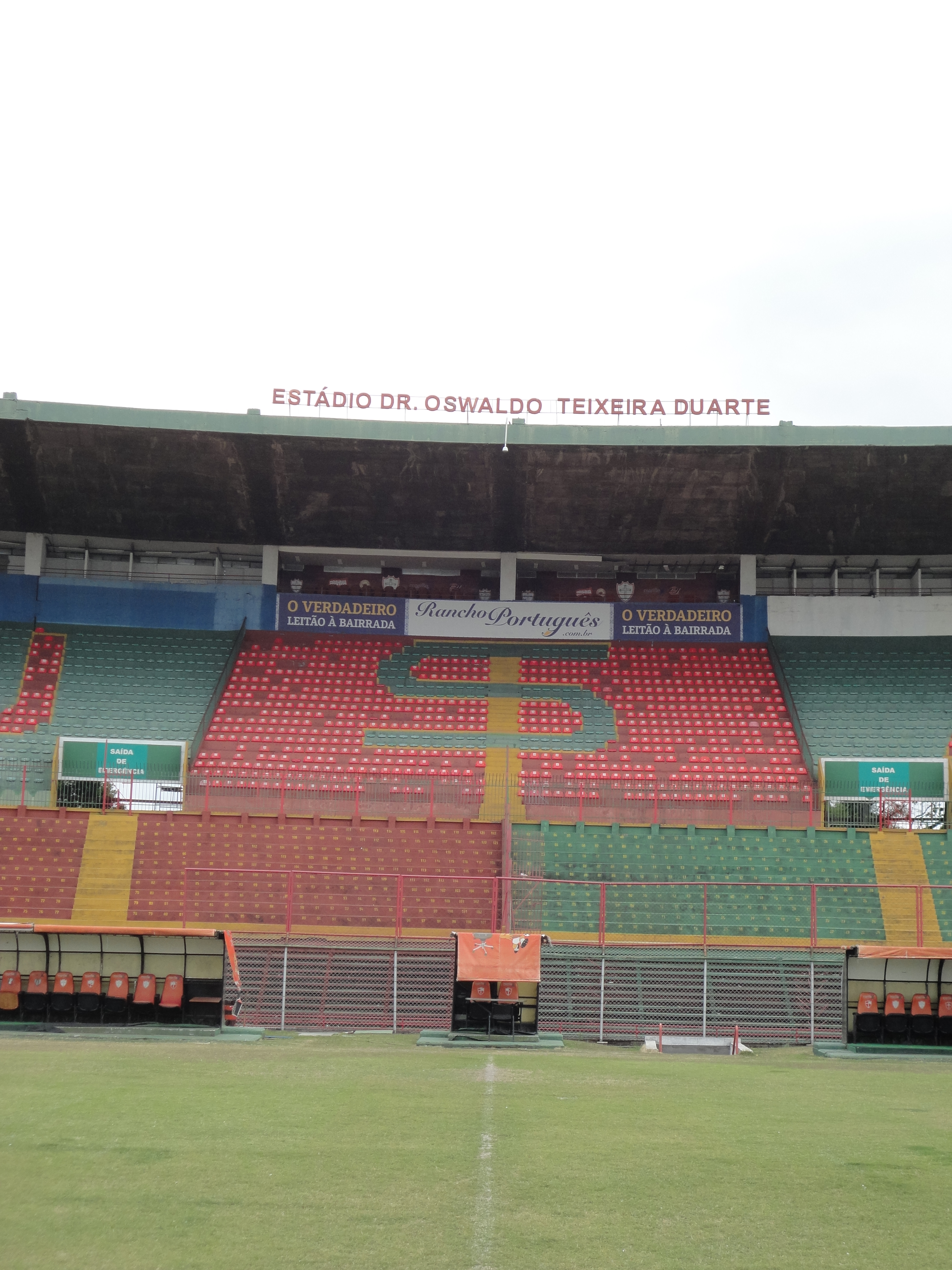
Vue centrale du stade n°1
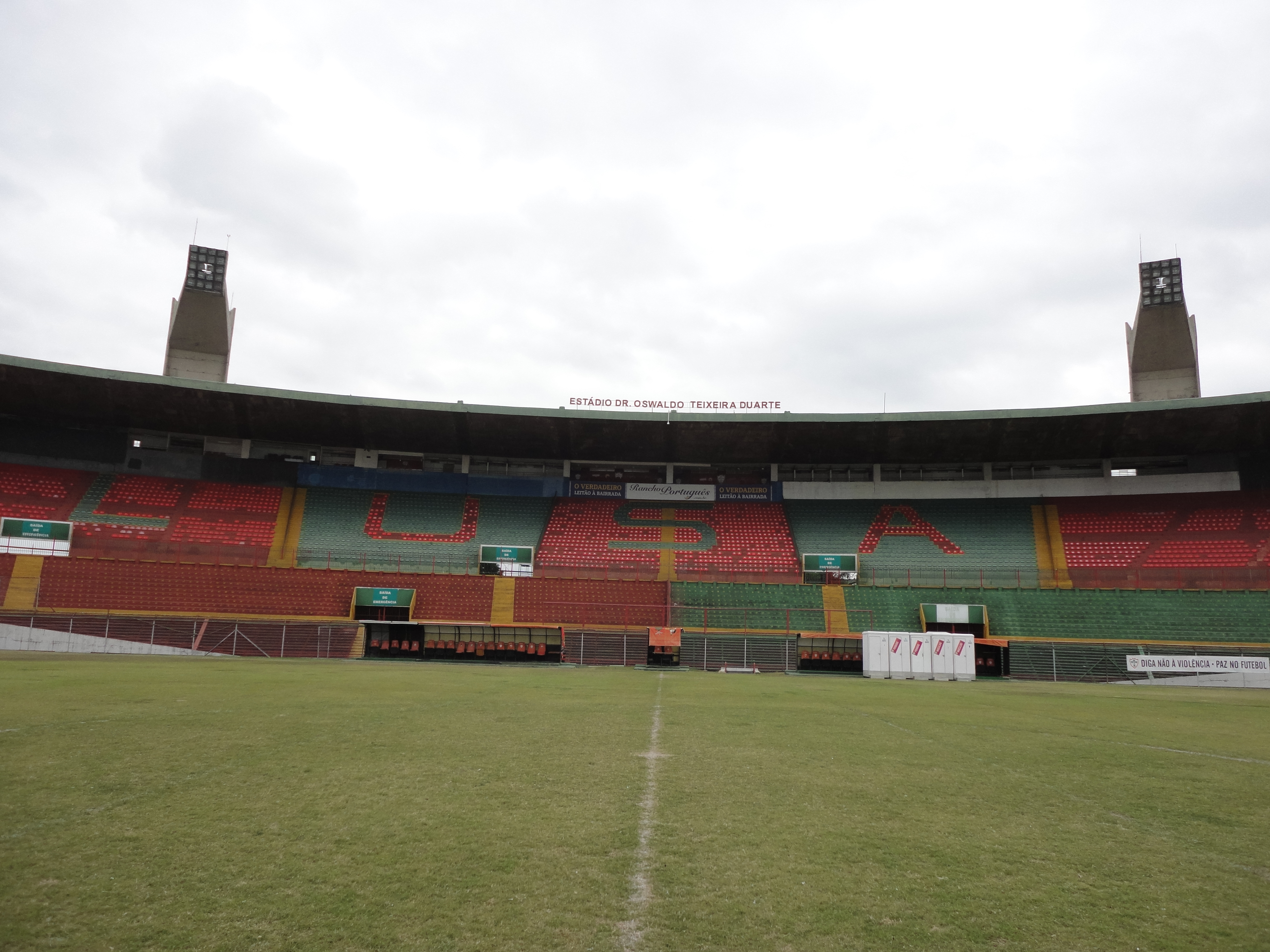
Vue centrale du stade n°2
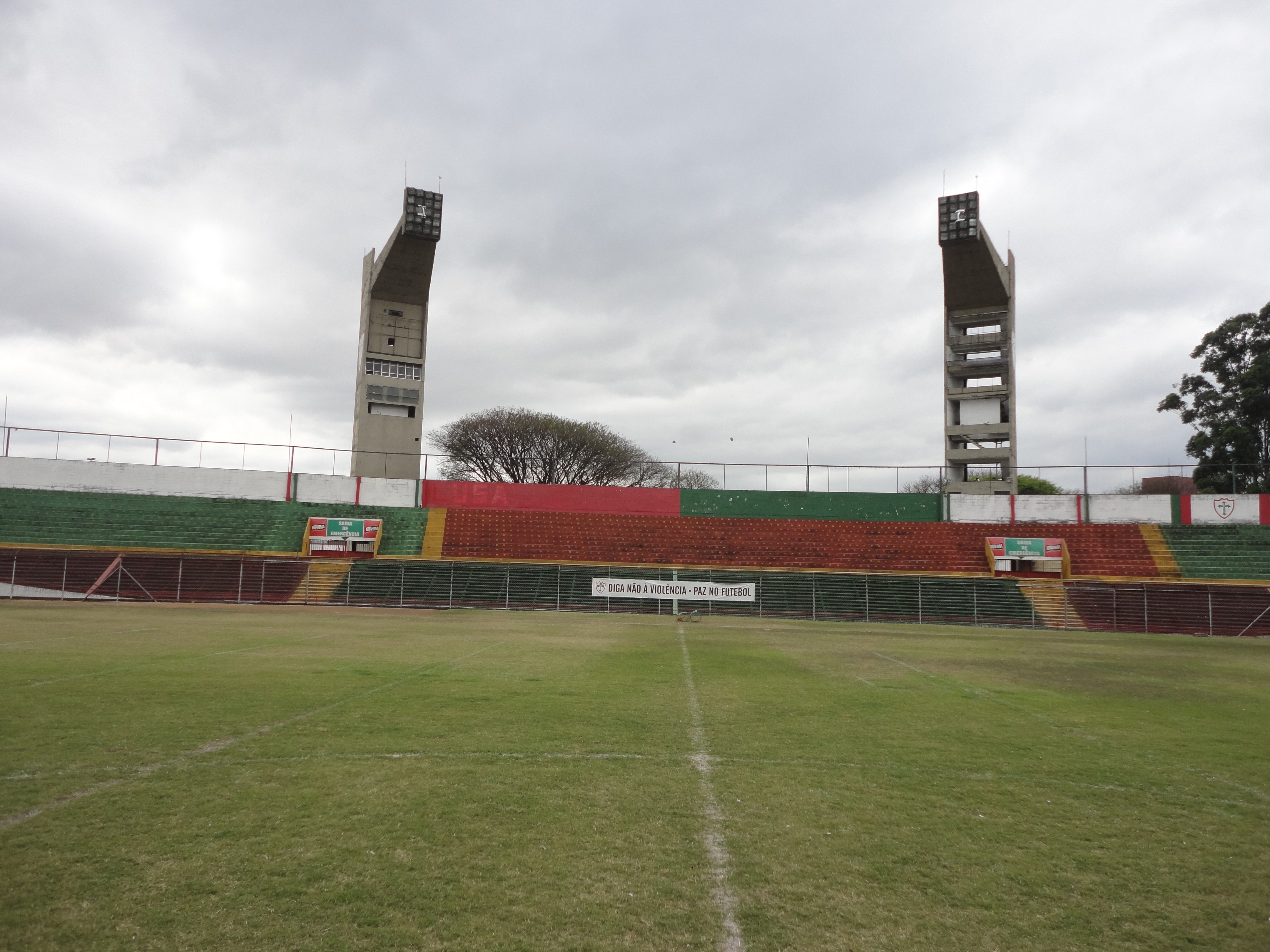
Vue centrale du stade n°3
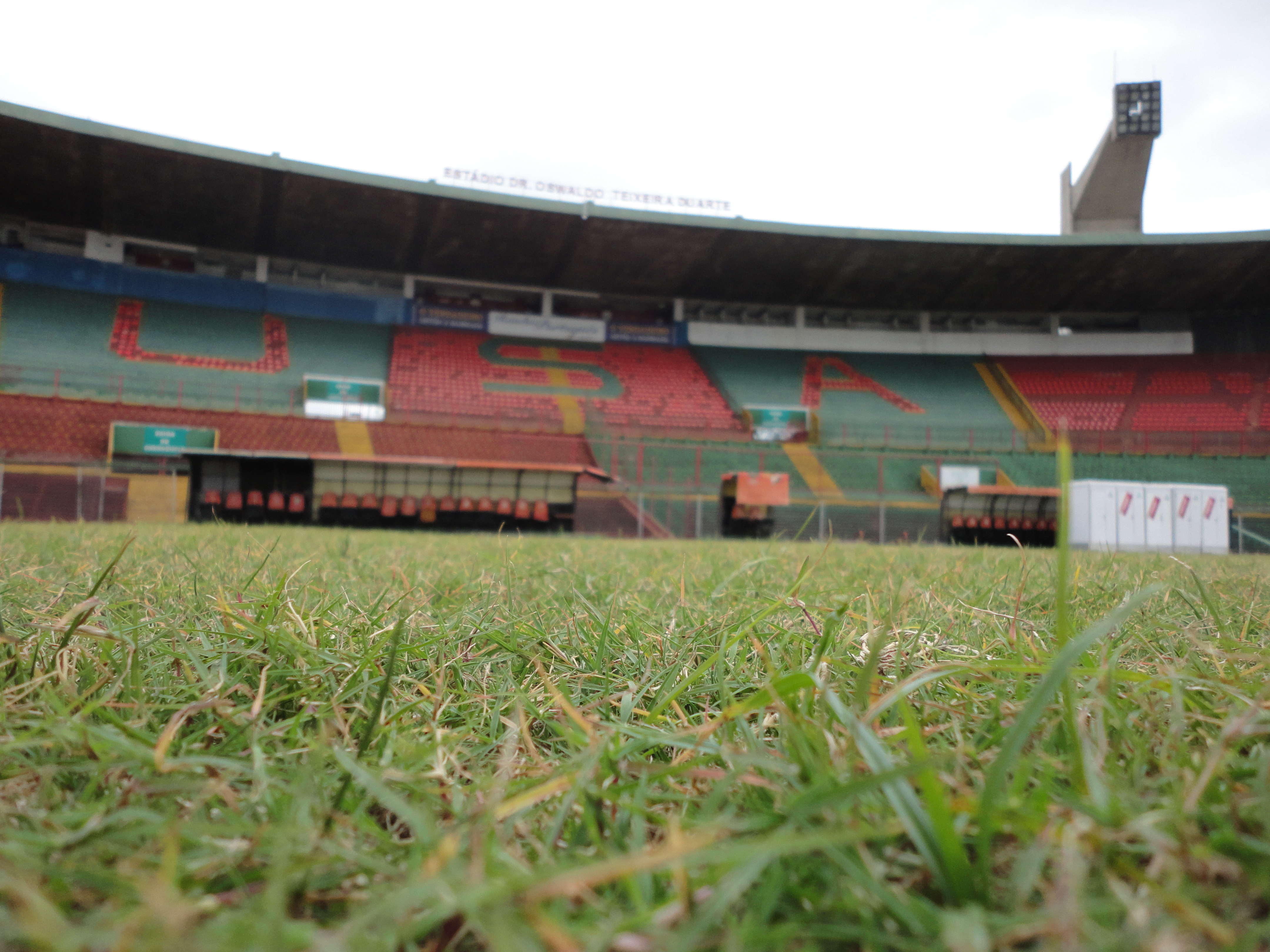
Vue de la pelouse